# For You and I
For You and I is een single van 10cc. Het is afkomstig van hun album Bloody Tourists.
Het lied gaat over dat de mensen die het goed hebben altijd commentaar hebben op mensen die het slecht hebben en dan met name in het grote verband (The world is full of other people; we’re quick to laugh when they’ve got troubles). Men zou eens wat meer om zich heen moeten kijken en rekening met elkaar houden om uiteindelijke deze wereld te laten bestaan voor iedereen.
De single met op de B-kant I'm Not in Love haalde vrijwel nergens de hitparade.

## Musici
- Eric Stewart – zang, elektrische piano, moog, polymoog
- Graham Gouldman – zes snarige basgitaar, akoestische en elektrische gitaar, achtergrondzang
- Rick Fenn – moog, elektrische gitaar, achtergrondzang
- Stuart Tosh – achtergrondzang
- Paul Burgess – slagwerk, grote trom

Graham Gouldman · Eric Stewart · Kevin Godley · Lol Creme

Paul Burgess · Rick Fenn · Stuart Tosh · Duncan Mackay · Tony O'Malley